# Clemens August von Nagel-Doornick
Clemens August Freiherr von Nagel-Doornick (* 25. Januar 1835; † 18. April 1900) war ein deutscher Rittergutsbesitzer und Politiker aus der Linie Ostenfelde des Adelsgeschlechtes Nagel.
Von Nagel-Doornick, der katholischer Konfession war, war der Sohn von August von Nagel-Doornick (1799–1839). Am 14. Januar 1862 heiratete er Maria Gräfin zu Stolberg-Stolberg (* 17. Juli 1841; † 22. April 1917), die Tochter von Joseph Theodor zu Stolberg-Stolberg. Aus der Ehe gingen vier Töchter und der Sohn August Aloysius Hubertus Maria (* 1865) hervor. Er war Rittergutsbesitzer auf Haus Vornholz und Bauherr der Schürenbrinkkapelle. 1868 (als Stellvertreter) war er Abgeordneter im Provinziallandtag der Provinz Westfalen.